# Saint-Georges-du-Mesnil
Saint-Georges-du-Mesnil era una comuna francesa que estaba situada en el departamento de Eure, de la región de Normandía que el 1 de enero de 2019 pasó a formar parte de la comuna nueva de Le Mesnil-Saint-Jean.

## Demografía
| Gráfica de evolución demográfica de Saint-Georges-du-Mesnil entre 1800 y 2016 |
|                                                                               |

Los datos demográficos contemplados en este gráfico de la comuna de Saint-Georges-du-Mesnil se han cogido de 1800 a 1999 de la página francesa EHESS/Cassini, y los demás datos de la página del INSEE.